# Raionul Iemilciîne, Jîtomîr
Iemilciîne (în ucraineană Ємільчинський район, transliterat: Iemilciînskîi raion) este un raion în regiunea Jîtomîr, Ucraina. Reședința sa este așezarea de tip urban Iemilciîne.

## Demografie
Componența lingvistică a raionului Iemilciîne
     Ucraineană (98,39%)
     Rusă (1,51%)
     Alte limbi (0,05%)
Conform recensământului din 2001, majoritatea populației raionului Iemilciîne era vorbitoare de ucraineană (98,39%), existând în minoritate și vorbitori de rusă (1,51%).